# علفزار زیردارمرز رشته مرکزی
علفزار زیردارمرز رشته مرکزی (به انگلیسی: Central Range sub-alpine grasslands)، کوهستان و بوم‌ناحیه‌های کوهستانی در جزیره گینه نو است. این بوم‌ناحیه، بخش‌های مرتفع ارتفاعات گینه نو را پوشش می‌دهد که در امتداد ستون جزیره امتداد دارند. ارتفاعات بالا از زیستگاه‌های نادر زیرآلپی و آلپی استوایی، از جمله بسیاری از گیاهان و جانوران بومی پشتیبانی می‌کند.